# Résidence Wimanmek
La résidence Wimanmek (thaï : วิมานเมฆ - RTGS : wimanmek), parfois orthographié Vimanmek est un ancien palais royal situé dans le domaine royal de Dusit à Bangkok en Thaïlande. C'est la plus grande résidence en teck du monde.
En 2019, la résidence Wimanmek est démontée du domaine royal de Dusit,.

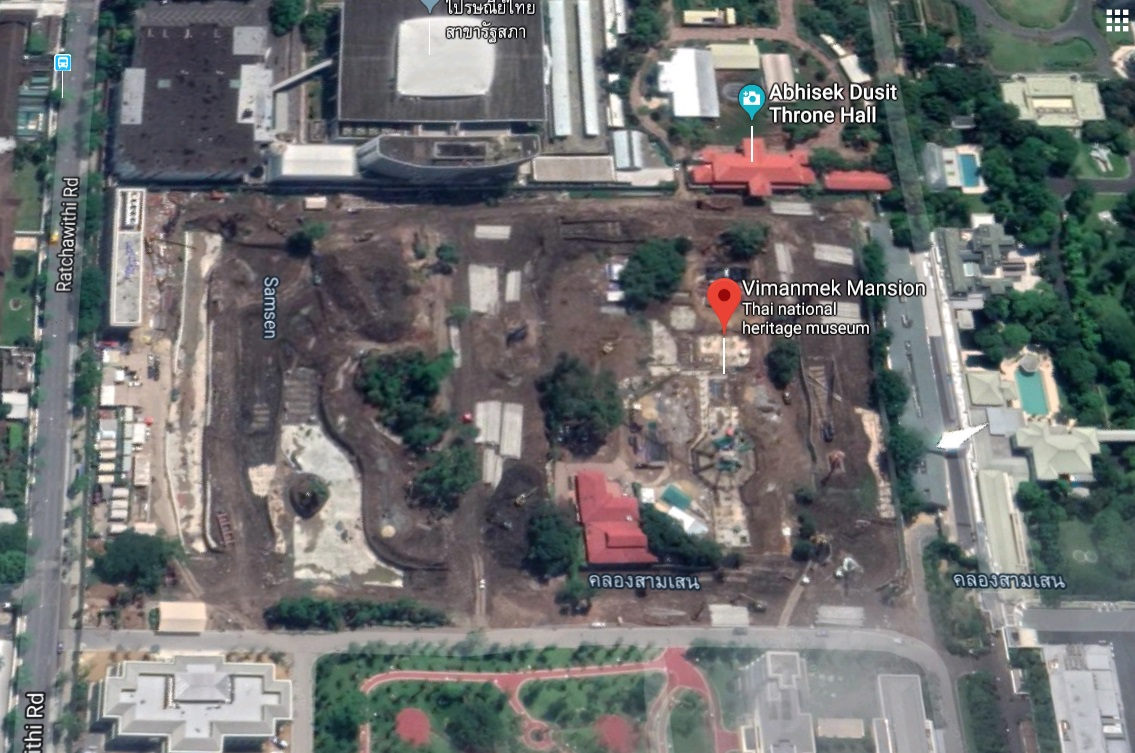
Résidence Vimanmek en cours de démontage en juillet 2019
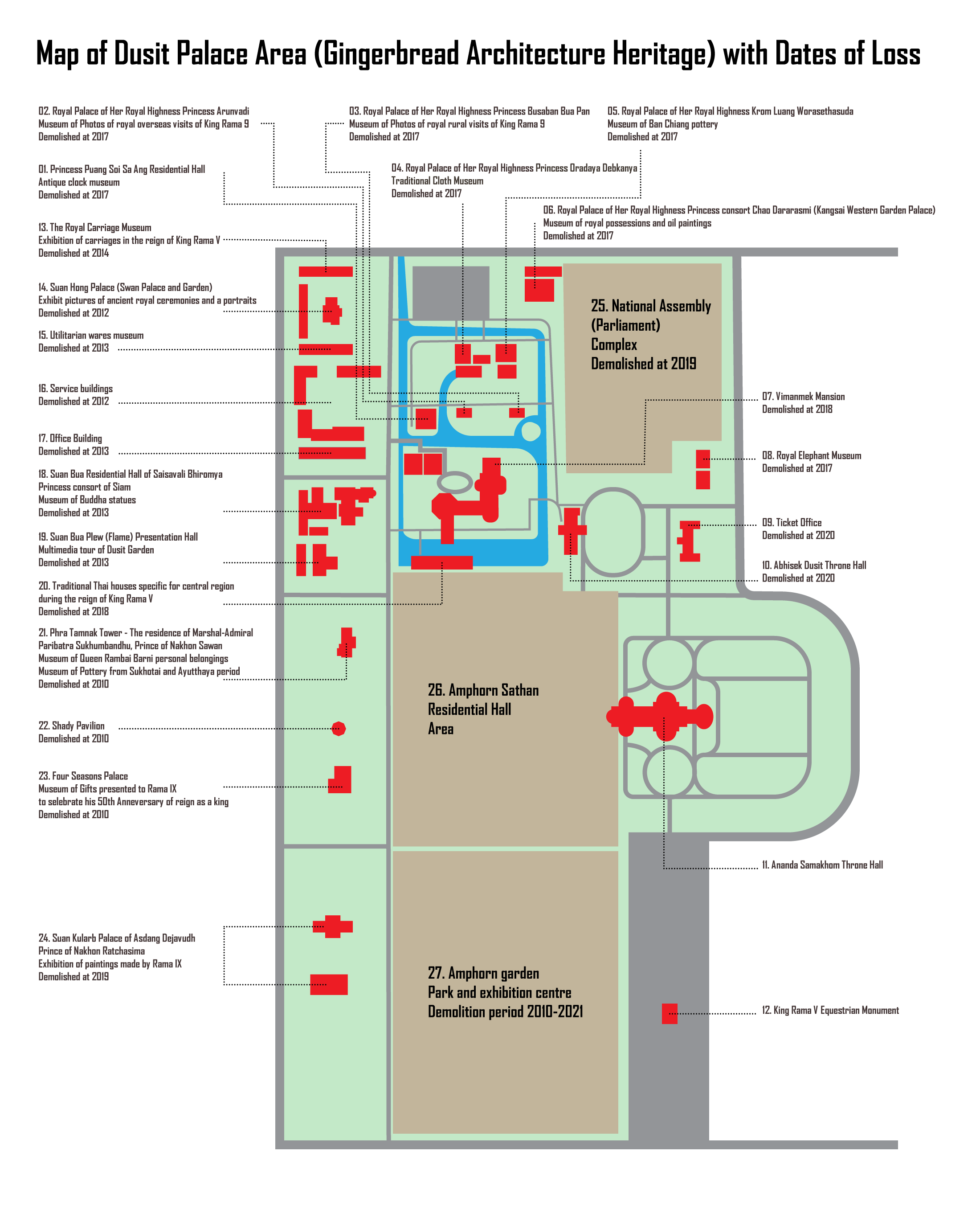
Carte du domaine royal de Dusit. Avec dates de démontage et démolition (avril 2022)

## Histoire

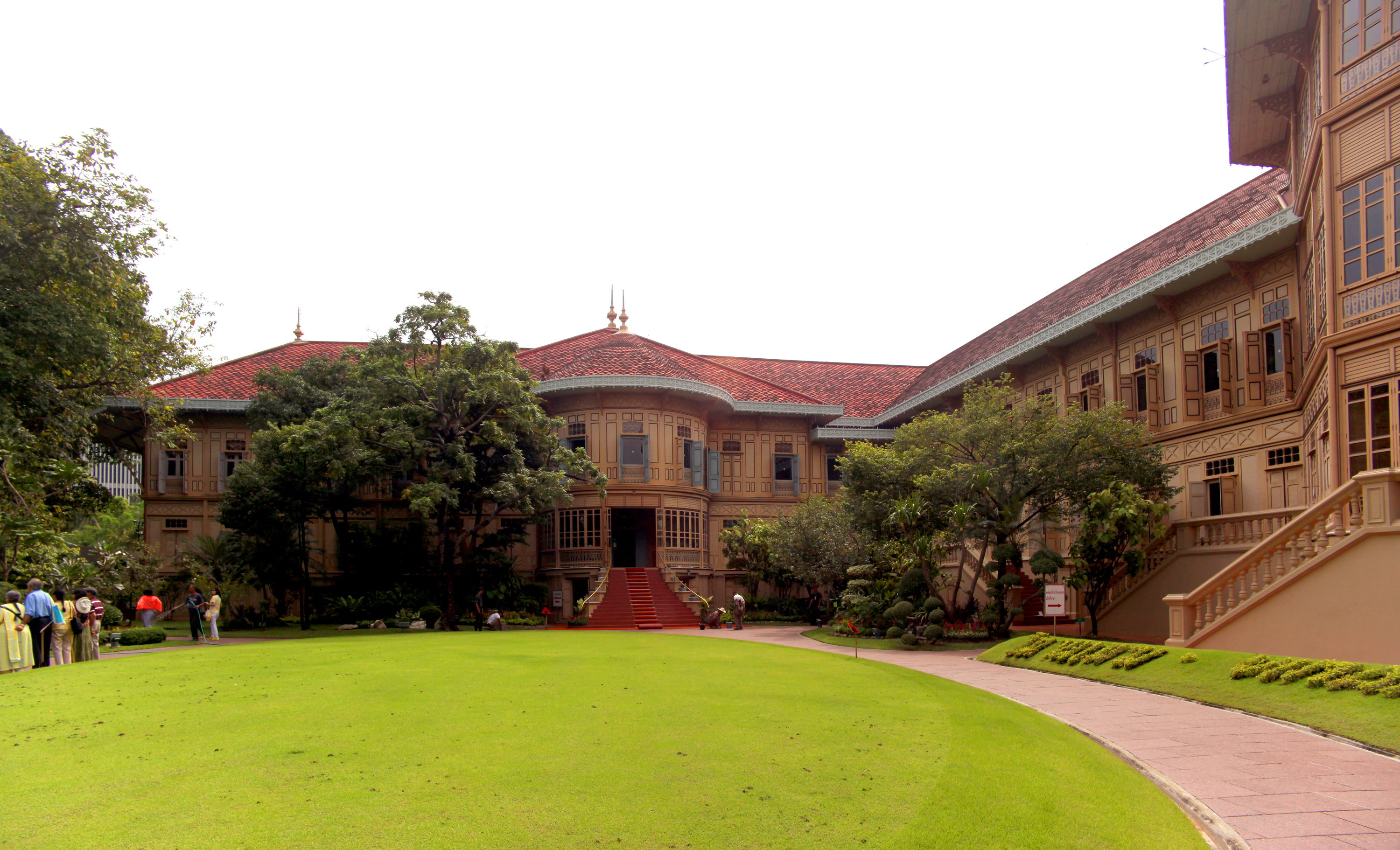
Résidence royale Vimanmek.

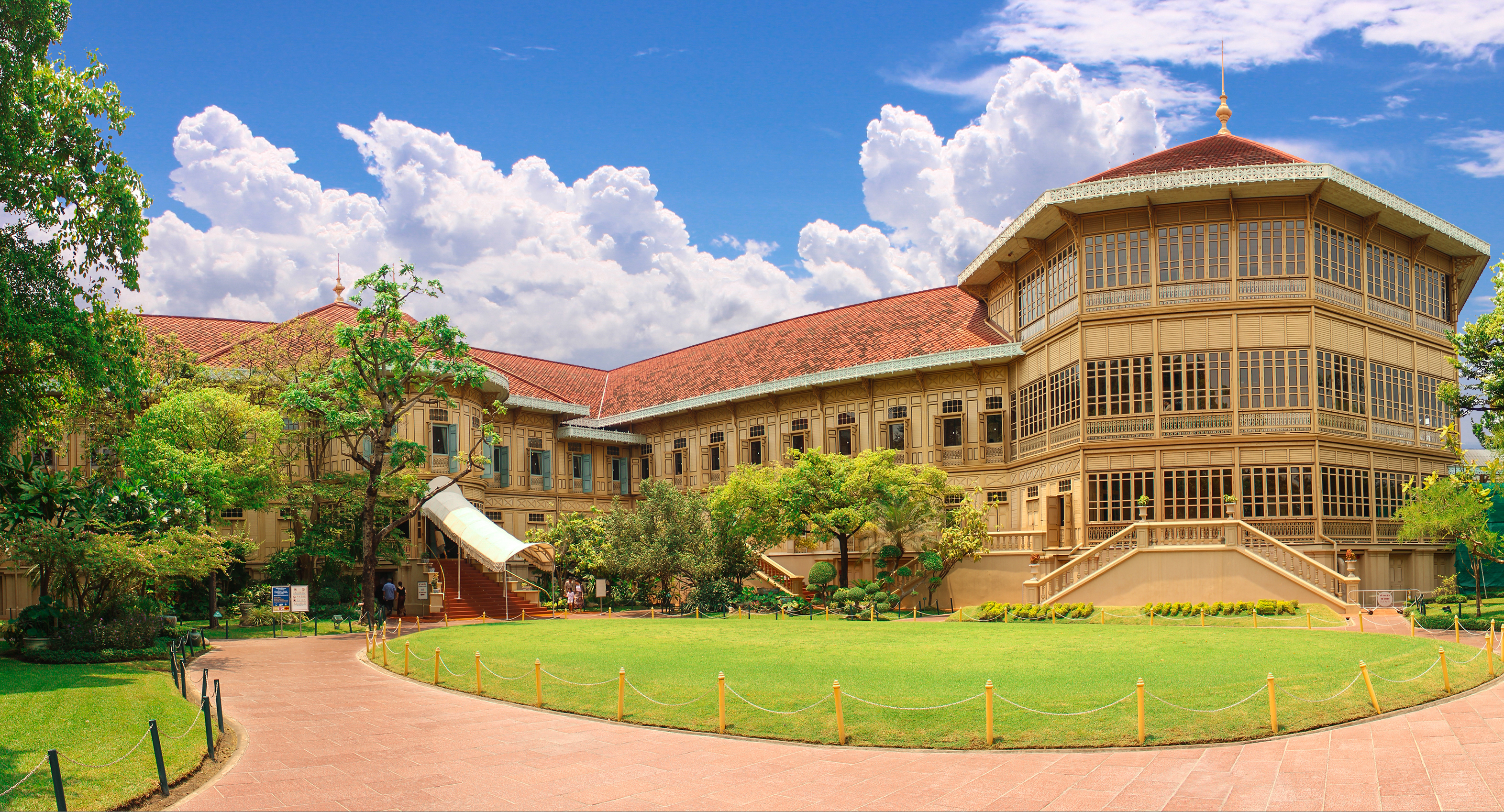
Résidence royale Vimanmek

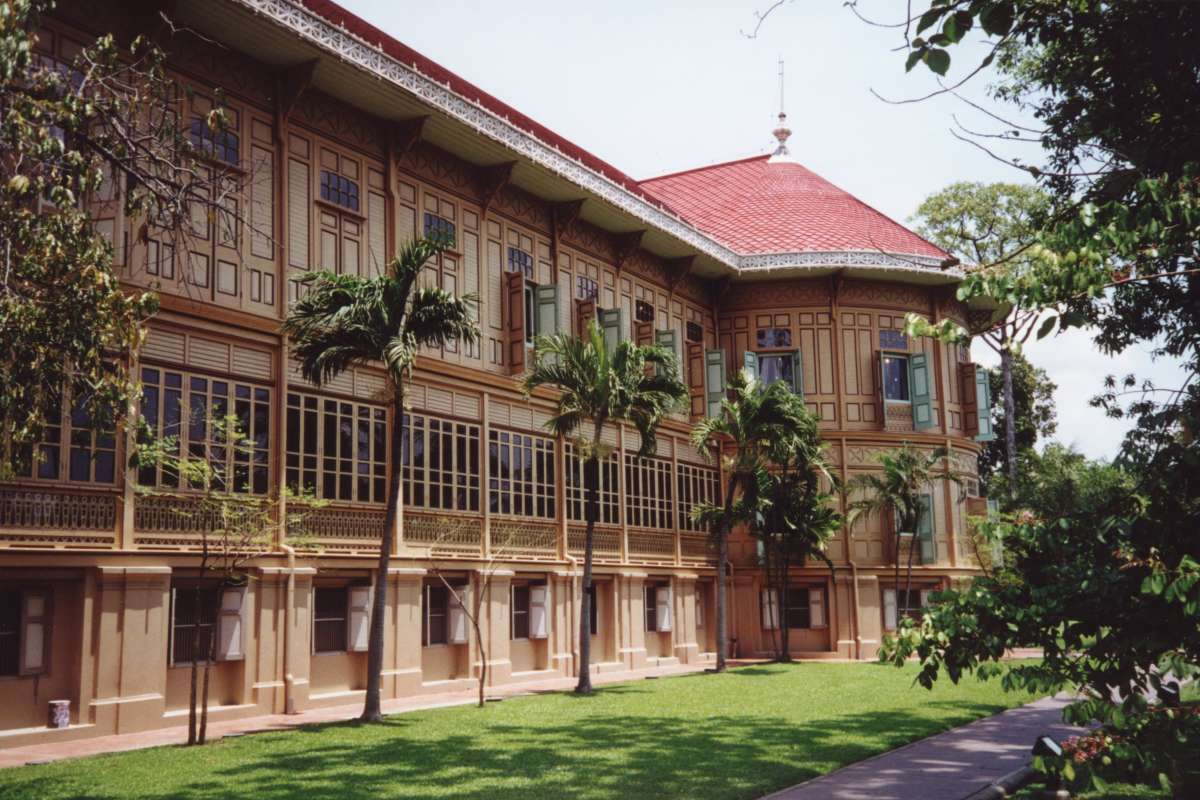
Résidence royale Wimanmek

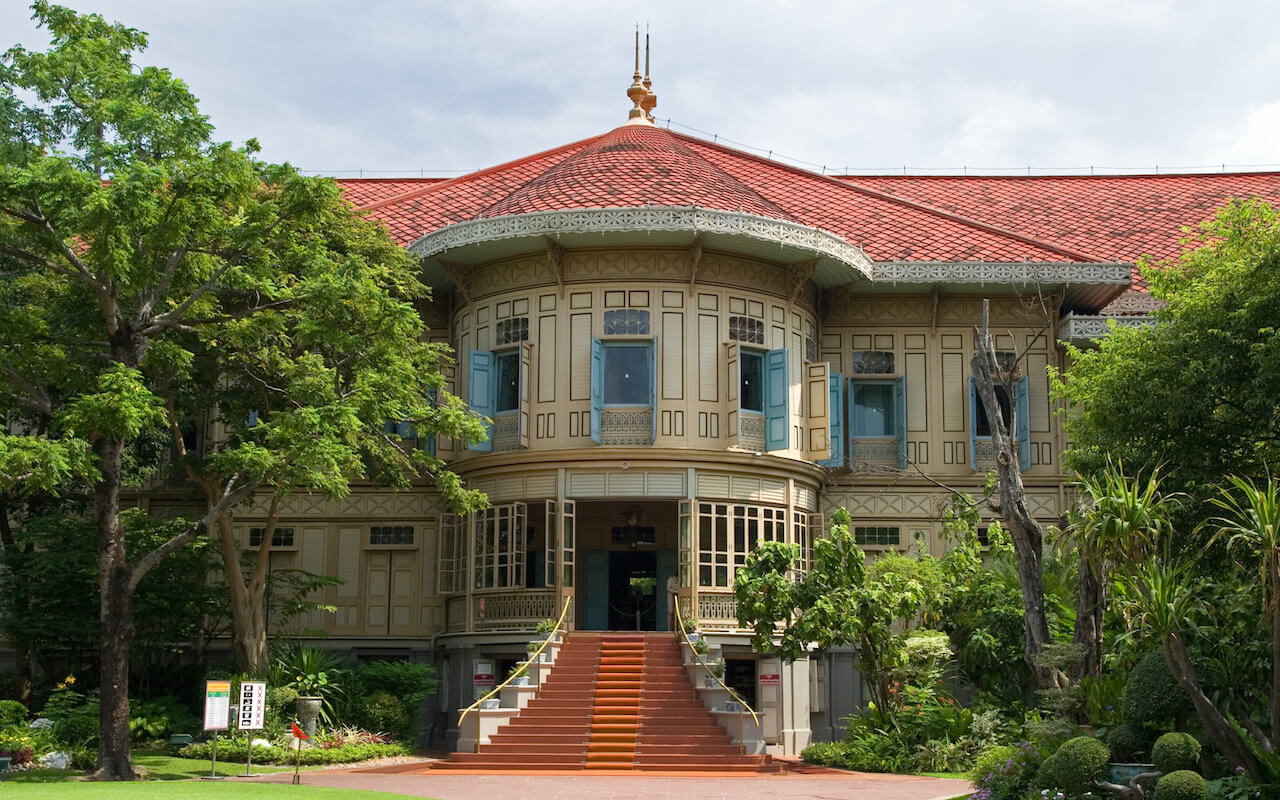
Résidence royale Wimanmek

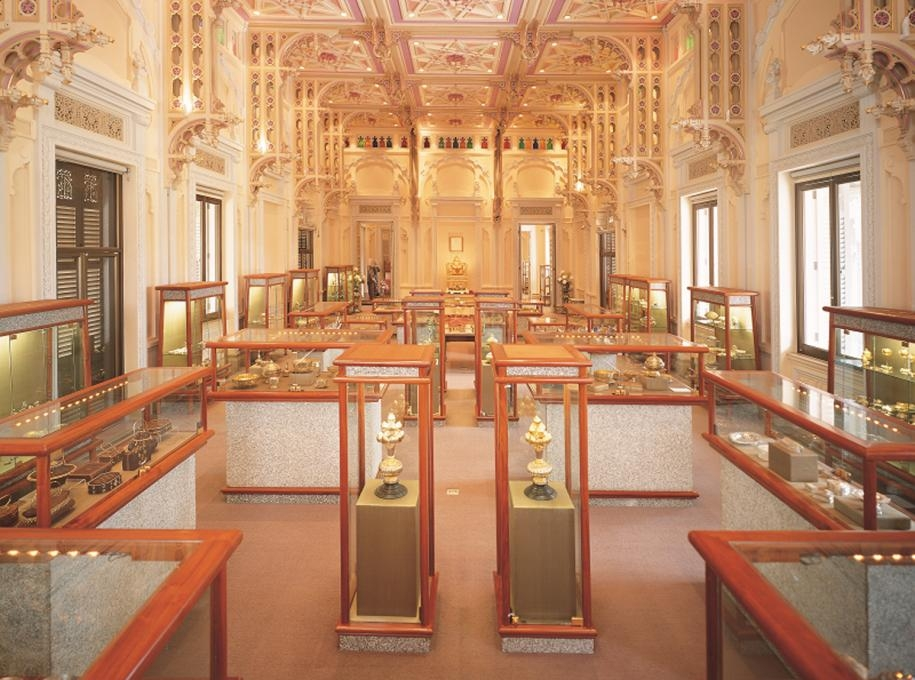
Musée de la résidence royale Vimanmek

Après son  voyage en Europe en 1897, le  roi Rama V a acheté les vergers et les champs entre le canal Padung Krungkasem et le canal Samsan pour construire le jardin royal appelé le Jardin Dusit.
Le roi Rama V a ordonné d’édifier la première résidence permanente en 1900. Il avait la résidence Munthatu Rattanaroj dans Chuthathui Rachathan sur l’île de Si Chang (Ko Sichang, province de Chonburi)  mais après il l’a démantelée et reconstruite dans le domaine royal de Dusit à Bangkok  sous la surveillance du prince Narissara Nuwaddhiwongse. La cérémonie d'inauguration de la résidence Wimanmek a eu lieu le 27 mars 1901. Le roi Rama V déménage du Grand Palais à la résidence Wimanmek cinq ans après l’accomplissement de la villa Ampon Satan en 1906 où il habita jusqu’à sa mort en 1910.
La résidence Wimanmek a été fermée et la famille royale est revenue au Grand Palais. À la fin de l’époque de Rama V  (1910-1925), il a donné la permission à la reine Indharasaksaji d’habiter à la résidence Wimanmek. Après la mort du roi, elle a déménagé pour habiter à l’autre résidence dans Suan Hong, au nord de la résidence Wimanmek et plus tard la résidence a été fermée.
Rama VI a rénové la résidence plusieurs fois. En 1932, la résidence Wimanmek a été utilisée comme endroit pour l’emmagasinage du Bureau de la famille royale seulement.
En 1982, à l’occasion du  bicentenaire de Bangkok, la reine Sirikit, qui avait  découvert  que la résidence Wimanmek était encore intacte, a demandé la permission du roi Rama IX de rénover la résidence pour l’utiliser comme musée servant à célébrer Rama IX en montrant ses photographies, ses œuvres d’art personnelles et comme vitrine de l’héritage national thaï pour les générations à venir.
Elle est fermée au public en 2016.

## Détails architecturaux
La résidence Wimanmek est la plus grande résidence en teck du monde avec un style architectural élaboré montrant une influence occidentale. Le bâtiment a deux ailes, chaque aile a 60 mètres de long  et 20 mètres de hauteur, et il y a trois étages sauf la partie où le roi Rama IX a habité qui est octogonale et forme un quatrième étage.
Bien que le rez-de-chaussée soit en brique et ciment, le premier étage a été construit en teck. De plus il y a 31 salles d’exposition avec la chambre, la salle du trône et la salle de bain qui soutient l’atmosphère de la tradition thaïlandaise. L’exposition de l’art thaïlandais : l’argenterie, les céramiques, le cristal et l’ivoire.
À côté de la résidence Wimanmek et de la villa Ampon Satan dans le jardin Dusit, le roi Rama V a distribué le petit terrain pour construire la résidence pour ses épouses et ses sœurs. Il a nommé les jardins, les canaux, les ports et les rues d'après les anciennes céramiques chinoises (Ils ont été appelés “Khrueng Kim Tung ” ordinairement), qui étaient très connues en ce temps–là. Ainsi, la résidence qui a appartenu à la reine Savang Vadhana a été nommée résidence Suan Hong. La résidence dans le palais Dusit a été changée en bâtiments pour l’exposition et le hall des wagons royaux est ouvert au public.